# Hillsborough (Nouveau-Brunswick)
Cet article concerne le village canadien. Pour la localité voisine, voir Paroisse d'Hillsborough. Pour les autres significations, voir Hillsborough.
Hillsborough est un ancien village du Nouveau-Brunswick, au Canada. Il fait partie du village de Fundy Albert depuis la réforme de la gouvernance locale du 1er janvier 2023.

## Toponyme

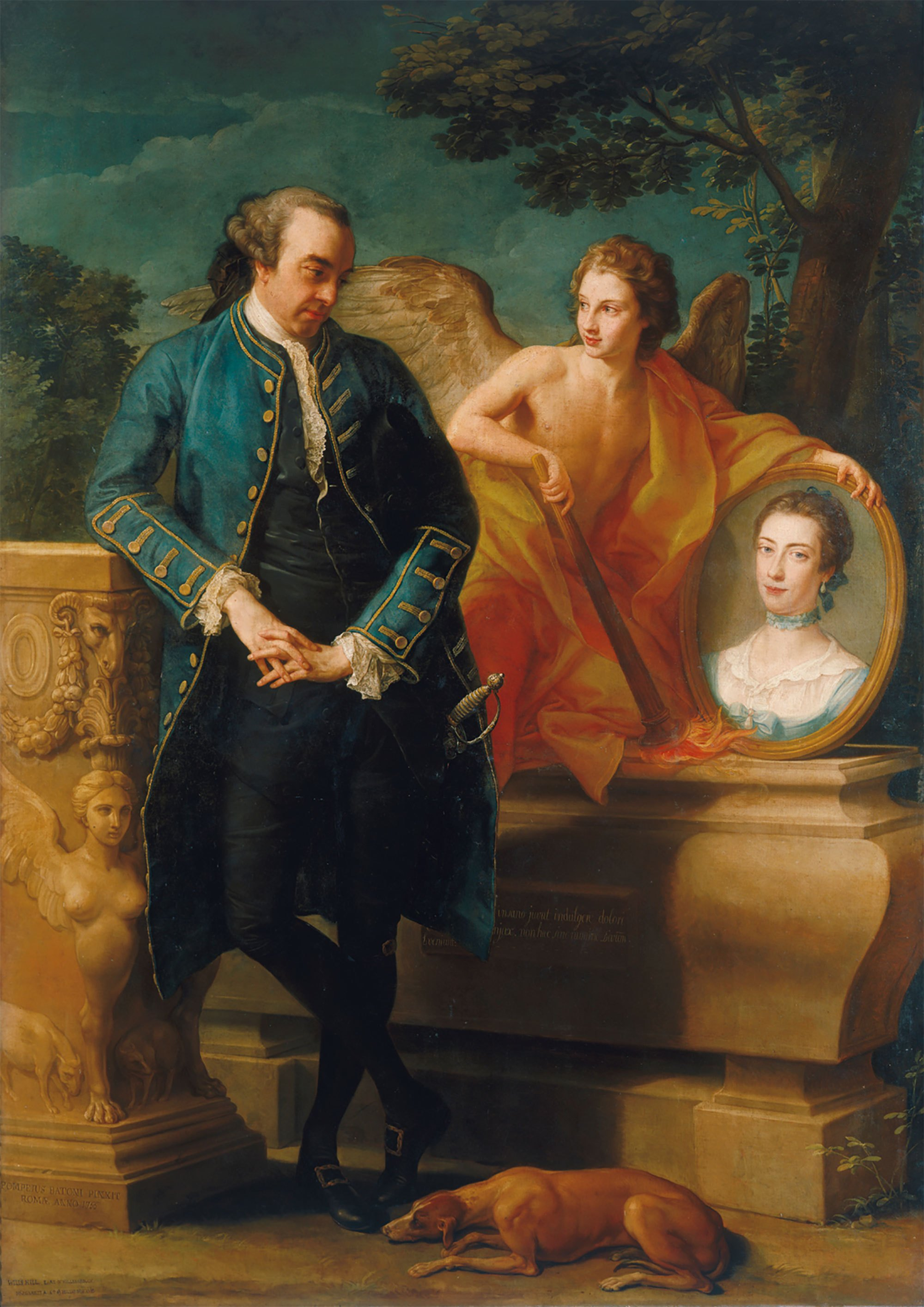
Le comte d'Hillsborough.

Le village, fondé en 1698, s'appelait alors Village-des-Blanchard en l'honneur de son fondateur, Guillaume Blanchard. Village-des-Blanchard comprenait plusieurs hameaux, dont seul Village-des-Dubois était compris dans les limites du présent village d'Hillsborough. Village-des-Blanchard prit ensuite le nom de Petcoudiac ou Petitcoudiac, selon les sources, d'après sa position sur la rivière Petitcodiac. Lorsque des Allemands de Pennsylvanie s'y établirent en 1765, il renommèrent la localité Ducth Village ; elle a aussi été connue sous le nom de Lower Village. Le village fut finalement renommé Hillsborough en l'honneur de Wills Hill (1718-1793), comte d'Hillsborough, qui était Lord commissaire du commerce et des plantations.

## Géographie

### Géographie physique

#### Situation
Hillsborough est bâti au pied de la colline Pound, du massif des collines calédoniennes, culminant à plus de 80 mètres d'altitude dans le territoire du village. Hillsborough surplombe les prés de la rivière Petitcodiac, qui borde le village à l'est. Un autre cours d'eau est le ruisseau Gray, qui coule au sud du village et se jette ensuite dans la Petitcoudiac. Des aboiteaux ont été construits le long du fleuve. Dans les prés en face du village se trouve une colline, l'île Grays. Il y a eu un développement résidentiel important au cours des dernières décennies. On retrouve des hameaux tels que Surrey au sud et d'autres dans les collines à l'ouest et au nord du village. Le village fait légalement partie de la paroisse d'Hillsborough, même s'il n'y est pas inclus pour fins de recensement. Hillsborough a une superficie de 12,98 kilomètres carrés.

### Géographie humaine

#### Morphologie urbaine
Le village comprend les quartiers de Hillsborough à proprement parler. Il y a aussi le quartier de Surrey, au sud, un ancien village regroupé à Hillsborough. Surrey regroupe les anciens établissements de Centreville et d'Hillsborough.

#### Logement
Le village comptait 547 logements privés en 2006, dont 530 occupés par des résidents habituels. Parmi ces logements, 66,0 % sont individuels, 0,0 % sont jumelés, 7,5 % sont en rangée, 5,7 % sont des appartements ou duplex et 15,1 % sont des immeubles de moins de 5 étages. Enfin, 5,7 % des logements entrent dans la catégorie autres, tels que les maisons-mobiles. 71,7 % des logements sont possédés alors que 28,3 % sont loués. 75,5 % ont été construits avant 1986 et 19,8 % ont besoin de réparations majeures. Les logements comptent en moyenne 7,1 pièces et 0,0 % des logements comptent plus d'une personne habitant par pièce. Les logements ont une valeur moyenne de 118 500 $, comparativement à 119 549 $ pour la province.

## Histoire
Royaume de Grande-Bretagne (1763-1801)

 Royaume-Uni de Grande-Bretagne et d'Irlande (1801-1867)

### Origines

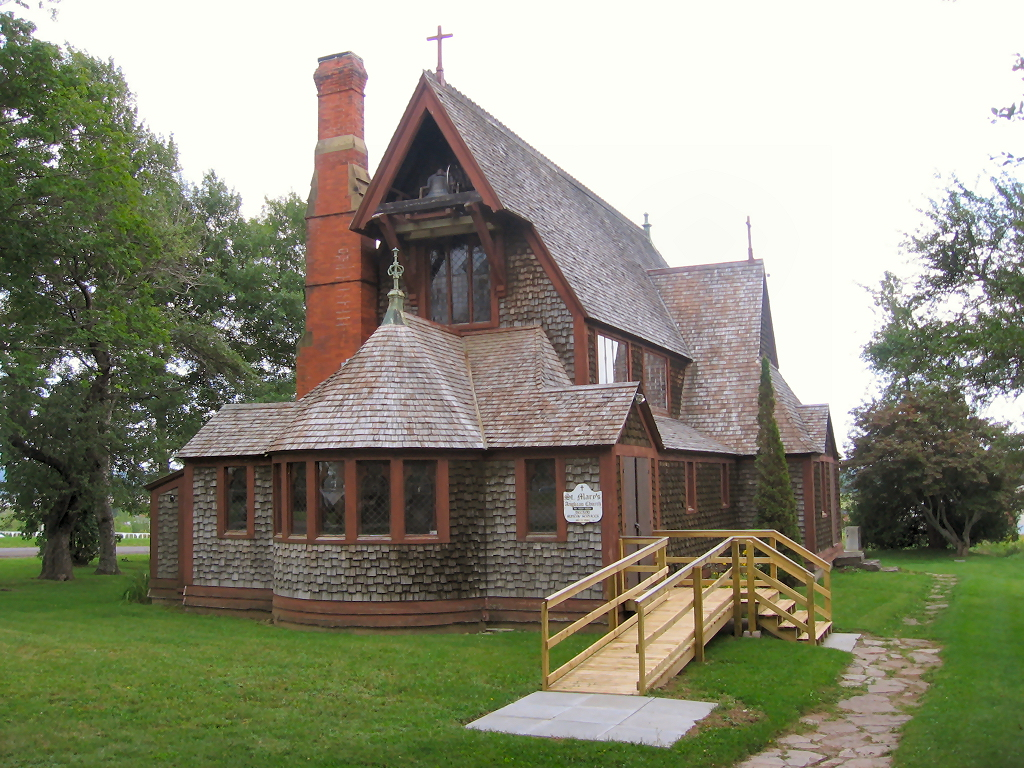
Vue de l'église anglicane St. Marys à Hillsborough, Nouveau-Brunswick. Remarquez la cloche sous le sommet du toit.

Hillsborough est situé dans le territoire historique des Micmacs, plus précisément dans le district de Sigenigteoag, qui comprend l'actuel côte Est du Nouveau-Brunswick, jusqu'à la baie de Fundy.
Un établissement fut fondé vers 1698 par Guillaume Blanchard, un Acadien de Port-Royal. Il était accompagné de trois de ses fils: René, Antoine et Jean, de son gendre Olivier Daigre, ainsi que d'Antoine Gaudet, Germain Gaudet et Guillaume Gaudet, trois fils de son beau-frère Pierre Gaudet, lui aussi de Port-Royal. Le village se développa durant les décennies suivantes tandis que des gens nées sur place fondèrent pdes villages dans la haute vallée du fleuve, en particulier Le Coude (aujourd'hui Moncton).

### Déportation des Acadiens
Contexte
En 1755, la population de Petitcoudiac était composée presque essentiellement d'Acadiens ainsi que de quelques réfugiés. 
Après la prise du Fort Beauséjour en juin de la même année, les Britanniques contrôlaient la plupart de l'Acadie et voulaient se débarrasser de tous les Acadiens vivant dans la région. La déportation devait s'effectuer en deux étapes. La première était de rassurer la population.
Au fort Cumberland (Beauséjour), le lieutenant-colonel Robert Monckton donne des cadeaux au prêtre Le Guerne et à d'autres Acadiens. Il parvient ensuite à convoquer au fort les chefs des familles acadiennes de la région qui sont environ 460. Le 11 août, Monckton les emprisonne ensuite dans les forts de la région et leur annonce que leurs terres sont confisquées et qu'ils seront bientôt déportés. Monckton les rassure en leur disant qu'ils iront à l'Île Royale, où les autres Français les attendent. Il permet ensuite aux femmes de visiter leurs maris. La plupart des femmes et des quelques hommes encore libres partent dans la forêt en arrière de leur village et lancent un appel de détresse aux troupes françaises restées au fleuve Saint-Jean, sous le commandement de Charles Deschamps de Boishébert. Certaines femmes profitent des visites pour donner des armes ou des déguisements dissimulés à leurs maris. Monckton interdit les visites à la suite de l'arrestation d'un homme qui tentait de s'échapper en déguisement de femme. Monckton tente ensuite d'attirer les femmes aux forts mais ne réussit pas. Après le succès du raid d'Abijah Willard et le refus de coopérer des femmes de la région, Monckton décide de déporter tous les habitants des régions limitrophes de l'isthme de Chignectou (où se trouve le fort), soit la Baie-Verte et les Trois-Rivières.
Raid de Sylvanus Cobb
C'est ainsi qu'est lancé le raid de Sylvanus Cobb le 10 août contre le village de Chipoudy, situé plus au sud. Le raid est un échec car la population se cache dans la forêt. En septembre, Monckton décide d'envoyer une force plus imposante contre toutes les villages des Trois-Rivières, dont l'ordre est de brûler les récoltes et les habitations, en espérant que la dévastation force le plus grand nombre d'Acadiens à se rendre aux Britanniques.
Bataille de Petitcoudiac
En septembre 1755 eut lieu la bataille de Petitcoudiac, entre Acadiens et Micmacs d'une part et Anglais d'autre part qui vit la mort de 24 soldats anglais. Un cairn construit en 1937 commémore l'événement.

### Du régime britannique à nos jours
Des Allemands de Pennsylvanie immigrèrent à Petitcoudiac en 1766. Ils reprirent l'entretien des aboiteaux et des prés dès l'année suivante. L'économie se diversifie assez rapidement dans l'exploitation forestière. Les arbres étaient exportés pour fabriquer les mâts des navires militaires britanniques.
Le bureau de poste est inauguré en 1840. Il semble que des gens commencèrent tôt à exploiter le gypse et à le vendre aux marins de passage, qui le revendaient ailleurs. Ce n'est qu'en 1854 que Calvin Tompkins acheta une grande concession minière et fonda la Albert Manufacturing Company. Une usine fut construite pour concasser, broyer et chauffer le gypse. Le gypse était à l'origine transporté de la mine à l'usine au moyen de chevaux puis par train à vapeur. Après transformation, le gypse était transporté au port pour y être livré dans la région et aux États-Unis. En 1873, un incendie détruisit l'usine et les bâtiments adjacents mais elle fut reconstruite en 1875. L'ouverture du Chemin de fer Intercolonial en 1876 ouvrit le marché canadien du gypse, ce qui fut bénéfique à l'entreprise locale.
Lower Hillsborough compte un bureau de poste entre 1853 et 1872 ; l'établissement est plus tard regroupé à Surrey. Centreville compte un bureau de poste entre 1866 et 1875 ; l'établissement est lui aussi regroupé à Surrey. Le bureau de poste de Surrey est quant à lui fondé en 1875. En 1878, le hameau compte aussi 3 magasins, 2 églises et 150 habitants.
Un recensement de 1898 démontre que Hillsborough est un port de mer accueillant des immigrants et compte 8 magasins, 2 hôtels, 1 tannerie et 1 manufacture de calèches.
L'usine de gypse brûla à nouveau en 1911 et fut reconstruite en 1912; elle était alors la plus grande au pays. La Canadian Gypsum Company acheta les installations en 1930 et fut en opération jusqu'en 1980. Durant les dernières années, les panneaux de gypse et les autres produits dérivés furent livrés par camion. La municipalité acheta les terrains à la fermeture en 1980. Elle utilisa les terrains pour encourager l'implantation d'industries mais aussi pour des activités récréatives.
Entretemps, l'école élémentaire Hillsborough est inaugurée en 1963. Le village est constitué en municipalité le 9 novembre 1966. L'école secondaire régionale Caledonia ouvre ses portes en 1972. Surrey est constitué en municipalité en 1966 mais plus tard regroupé à Hillsborough.

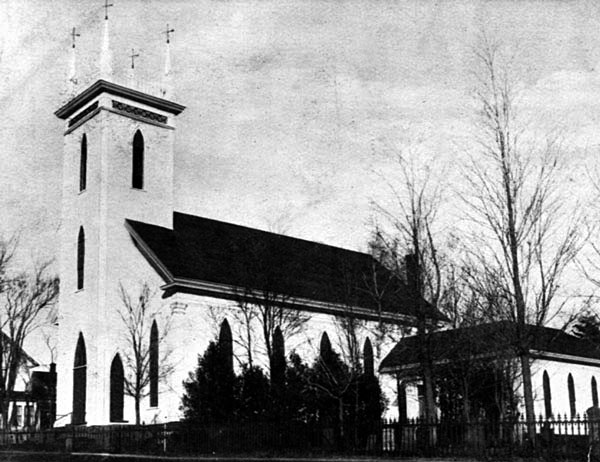
La première église baptiste en 1909.
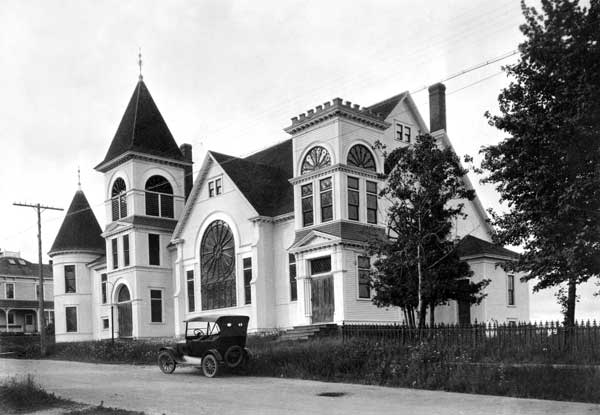
La première église baptiste en 1925.
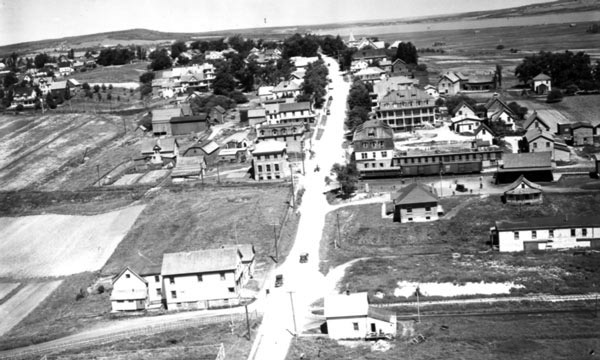
Vue aérienne en 1931.

## Chronologie municipale
- 1787: Érection de la paroisse d'Hillsborough dans le comté de Westmorland.
- 1828: Création de la paroisse de Coverdale à partir d'une portion de la paroisse d'Hillsborough.
- 1845: Création du comté d'Albert à partir d'une portion du comté de Westmorland, dont la paroisse d'Hillsborough.
- 1966: La municipalité du comté d'Albert est dissoute. La paroisse d'Hillsborough devient alors un district de services locaux. Constitution du village d'Hillsborough dans la paroisse[12],[13].

## Démographie
Il y avait 1 292 habitants en 2006 contre 1 272 en 1996, soit une augmentation de 1,6 % en 10 ans. Au regard de la population, Hillsborough se classe au 123e rang de la province.
| 1981  | 1986  | 1991  | 1996  | 2001  | 2006  | 2011  |
| ----- | ----- | ----- | ----- | ----- | ----- | ----- |
| 1 239 | 1 214 | 1 239 | 1 272 | 1 288 | 1 292 | 1 350 |

| 2016  | - | - | - | - | - | - |
| ----- | - | - | - | - | - | - |
| 1 277 | - | - | - | - | - | - |

## Administration

### Conseil municipal
Le conseil municipal est formé d'un maire et de quatre conseillers généraux, dont l'un est nommé maire adjoint par les membres du conseil. La municipalité compte six employés à temps plein, sans compter les employés saisonniers.
Le conseil précédent est formé à la suite de l'élection du 12 mai 2008; le maire est alors élu par acclamation. Le conseil municipal actuel est élu lors de l'élection quadriennale du 14 mai 2012.
Conseil municipal actuel
| Mandat      | Fonctions            | Nom(s)                                                              |
| ----------- | -------------------- | ------------------------------------------------------------------- |
| 2012 - 2016 | Maire                | Patrick E. Armstrong                                                |
| 2012 - 2016 | Conseillers généraux | George R. Forsythe, Jeff A. Jonah, Barry E. Snider, Grant Woodworth |

Anciens conseils municipaux
| Mandat      | Fonctions   | Nom(s)                                                                                            |
| ----------- | ----------- | ------------------------------------------------------------------------------------------------- |
| 2008 - 2012 | Mairesse    | Donna M. Bennet                                                                                   |
| 2008 - 2012 | Conseillers | Patrick E. Armstrong, George Robert Forsythe, Danny A. Jonah (maire adjoint), Grant A. Woodworth. |

| Période | Période  | Identité             | Étiquette | Qualité |
| ------- | -------- | -------------------- | --------- | ------- |
| 1967    | 1971     | Vaughn Snider        |           |         |
| 1971    | 1980     | Sheldon D. Steeves   |           |         |
| 1983    | 1992     | Erik K. Steeves      |           |         |
| 1980    | 1983     | Gordon Rattray       |           |         |
| 1992    | 1995     | Frank Tower          |           |         |
| 1995    | 2001     | Erik K. Steeves      |           |         |
| 2001    | 2004     | James Reid           |           |         |
| 2004    | 2012     | Donna M. Bennet      |           |         |
| 2012    | en cours | Patrick E. Armstrong |           |         |

### Commission de services régionaux
Hillsborough fait partie de la Région 7, une commission de services régionaux (CSR) devant commencer officiellement ses activités le 1er janvier 2013. Hillsborough est représenté au conseil par son maire. Les services obligatoirement offerts par les CSR sont l'aménagement régional, la gestion des déchets solides, la planification des mesures d'urgence ainsi que la collaboration en matière de services de police, la planification et le partage des coûts des infrastructures régionales de sport, de loisirs et de culture; d'autres services pourraient s'ajouter à cette liste.

### Représentation et tendances politiques
Hillsborough est membre de l'Union des municipalités du Nouveau-Brunswick.
 Nouveau-Brunswick: Hillsborough fait partie de la circonscription provinciale d'Albert, qui est représentée à l'Assemblée législative du Nouveau-Brunswick par Wayne Steeves, du Parti progressiste-conservateur. Il fut élu en 1999 puis réélu en 2003, en 2006 et en 2010.
 Canada: Hillsborough fait partie de la circonscription fédérale de Fundy Royal, qui est représentée à la Chambre des communes du Canada par Rob Moore, du Parti conservateur. Il fut élu lors de la 38e élection générale, en 2004, puis réélu en 2006 et en 2008.

## Économie
Entreprise Fundy, membre du Réseau Entreprise, a la responsabilité du développement économique.
Aujourd'hui, le tourisme est la composante principale de l'activité économique d'Hillsborough. Le village compte un gîte, trois restaurants ainsi qu'une variété de magasins et de services professionnels. Le village compte un bureau d'information touristique. La plupart des entreprises sont membres de la Chambre de commerce du comté d'Albert.
Plusieurs terres fertiles ne sont pas cultivées. Il reste encore du gypse et il y a des gisements de gaz naturel, de pétrole ainsi que des terres à bois.

## Vivre à Hillsborough

### Éducation
L'école primaire Hillsborough accueille les élèves de la maternelle à la 5e années provenant du village et des environs. L'école secondaire Caledonia Regional accueille ceux de la 6e à la 12e année provenant de tout le sud du comté. Ces deux écoles anglophones sont dépendantes du district scolaire #2. Elles comptent en tout plus de 40 enseignants et plus de 640 élèves y sont inscrits. L'école Caledonia Regional possède un théâtre et la chorale des filles d'Hillsborough a gagné de nombreux prix à travers le monde.
Les étudiants peuvent poursuivre leurs études à Moncton, qui compte un campus anglophone du Collège communautaire du Nouveau-Brunswick. La ville possède aussi l'Université baptiste de l'Atlantique mais de nombreux étudiants vont plutôt à l'Université Mount Allison de Sackville.
Hillsborough possède aussi une bibliothèque publique. Elle fut fondée dans les années 1960 par le Ladies Village Club et la bibliothèque régionale Albert-Westmorland-Kent. Elle est située depuis 1994 dans l'hôtel de ville mais était auparavant logée dans le Peck Memorial Hall. C'est la plus petite bibliothèque de la province mais elle dessert tout le sud du comté grâce à son bibliobus. La bibliothèque dispose de services divers, dont l'accès à l'internet et l'heure du conte.

### Santé
Le village est à mi chemin entre les hôpitaux de Moncton et de Riverside-Albert, soit à plus de vingt kilomètres. Le village dispose d'un centre de santé, bénéficiant d'un médecin de famille. Il y a également un poste d'Ambulance Nouveau-Brunswick.

### Eau, énergie et communications
Un service d'égout et d'aqueduc est entretenu par la municipalité et dessert près de 95 % du village. Il comprend un bassin de sédimentation, trois puits et un réservoir d'un million de litres situé sur une colline, le tout desservant 19 kilomètres de tuyaux et 61 bornes-fontaines.  Le réseau fut installé en deux phases, soit entre 1989 et 1990 puis entre 2007 et 2008.
L'électricité est fournie par Énergie NB mais il n'y a pas de centrale au village ou à proximité. Les services de téléphonie et d'internet haute-vitesse sont fournis par Bell Aliant.

### Religion

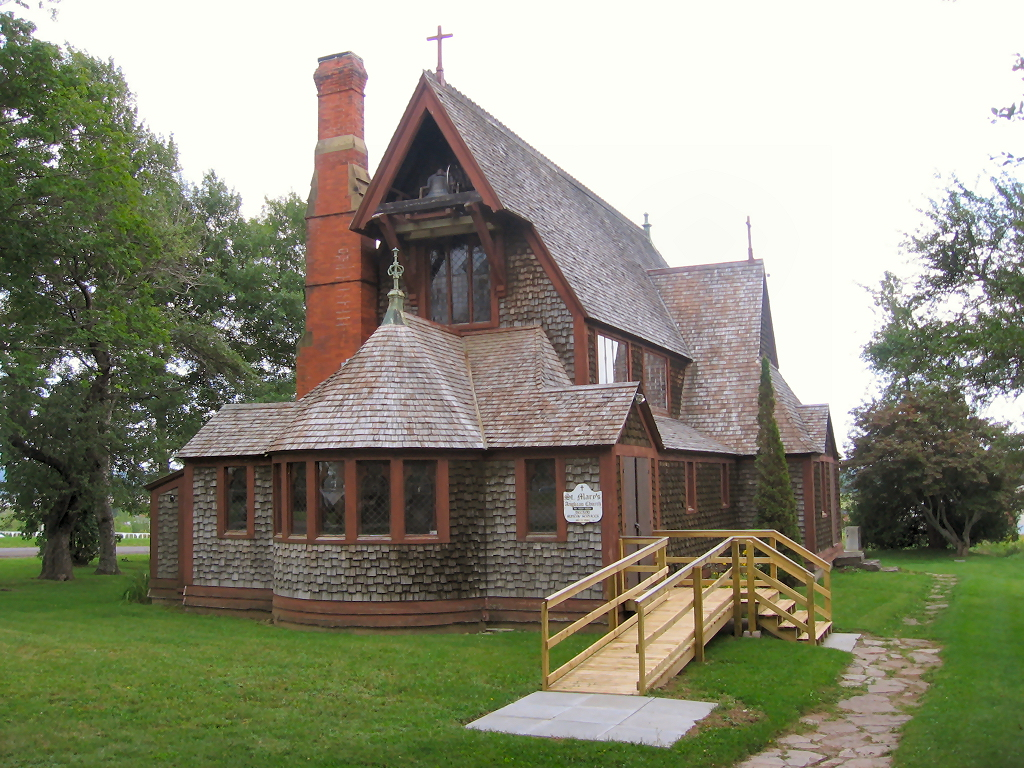
Église anglicane Saint Marys

Hillsborough compte 5 églises, soit l'église baptiste First Hillsborough, l'église baptiste Valley, l'église baptiste Victory Bible, l'église unie d'Hillsborough et l'église anglicane St. Mary's.

### Sports et clubs
Le village bénéficie d'un club de golf, d'un aréna et d'une piscine. Il existe aussi un terrain de planche à roulettes et un terrain de baseball éclairé. Il y a des équipes amateurs ainsi que des cours de hockey, de baseball et de patinage.
Il y a deux parcs naturels, soit la réserve faunique Gray Brook Marsh ainsi que le Wetland Park. Ce dernier compte des sentiers au bord du fleuve. Le village est également desservi par plusieurs sentiers, accessible aux véhicules tout terrain durant l'été et aux motoneiges durant l'hiver. Une entreprise locale offre des excursions de randonnée pédestre, de vélo tout terrain, de spéléologie et de kayak de mer dans la région.
Hillsborough compte une filiale de Légion royale canadienne, un club Kiwanis, et une loge maçonnique. Il y a également l'organisme Heritage Hillsborough et le Hillsborough Recreation Council. Il y a un club d'aéromodélisme, disposant de champ de pratique à l'ancienne mine de gypse.

### Autres services publics
Le village est situé près de la jonction des routes 910 et 114.
L'urbanisme est de la responsabilité du Commission du district d'aménagement du Grand Moncton. Le village possède un poste de la Gendarmerie royale du Canada. Il dépend du district 11, dont le bureau principal est situé à Riverview. Le service d'incendies d'Hillsborough compte 30 pompiers volontaires et possède une caserne, 4 camions d'incendies et une camionnette de sauvetage et de transport d'équipements.
Le quotidien anglophone est Telegraph-Journal, publié à Saint-Jean, et le quotidien francophone est L'Acadie nouvelle, publié à Caraquet.

## Culture

### Langues
Selon la Loi sur les langues officielles, Hillsborough est officiellement anglophone puisque moins de 20 % de la population parle le français.

### Personnalités
- William James Lewis (1830-1910), médecin et homme politique
- William Steeves (1814-1873), un des Pères de la Confédération
- John Wallace (1812-1896), homme politique

### Architecture et monuments

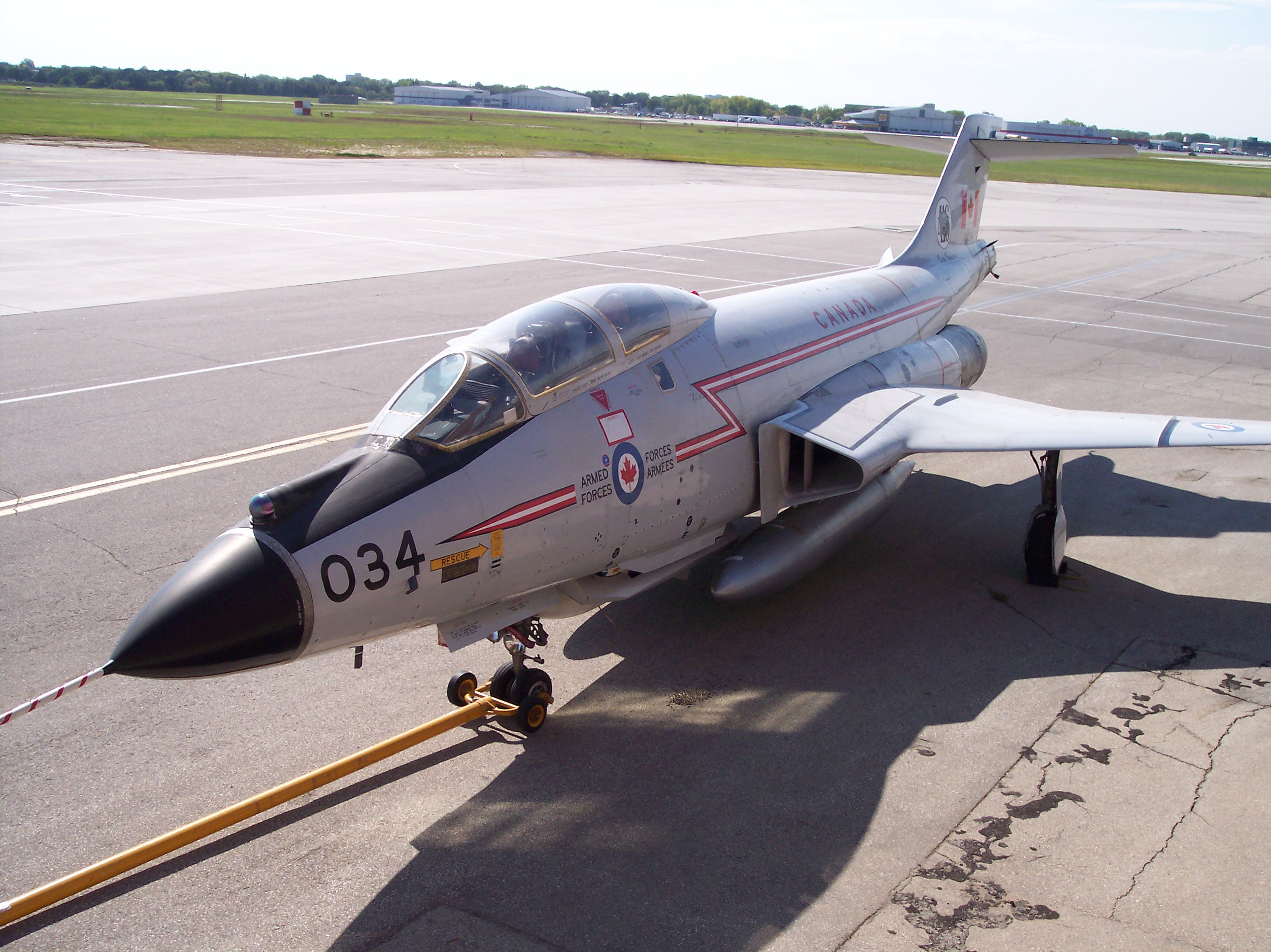
Un CF-101B comme celui-ci est exposé au Preservation Park.

Hillsborough compte de nombreux bâtiments patrimoniaux. L'église anglicane St. Mary's est située sur la rue Mill. Elle fut construite en 1886 grâce aux efforts de trois hommes d'affaires locaux, Charles J. Osman, G.A. Robinson et H. Middleton, qui désiraient avoir une église anglicane dans cette région baptiste. Le beau-père d'Osman, Joseph Tomkins, participa plus tard au financement. Le titre de propriété mentionne que l'église est dédiée à sa défunte épouse. C'est un édifice à ossature de bois, d'inspiration néogothique, revêtu de bardeaux non peints mais aux planches cornières et aux châssis rouges. Un chérubin est sculpté au-dessus de la porte d'entrée. À l'intérieur de l'église, l'un des bancs est séparé des autres par un épais rideau et chauffé par son propre foyer. C'est un privilège que Joseph Tomkins demanda contre son don, bien qu'il fût connu pour s'endormir durant la messe ou la critiquer.
Un ancien chasseur CF-101B Voodoo des Forces canadiennes est exposé au Preservation Park.

### Musées
Hillsborough est le site du Musée du chemin de fer du Nouveau-Brunswick.
C'est également le site du musée de la maison Steeves, où naquit William Henry Steeves, un des pères de la Confédération canadienne qui devint sénateur. La maison a été construite en 1812 et connut plusieurs aménagements. Elle a aujourd'hui été restaurée et est ameublée dans le style fin XIXe.